# محافظة خنتي
محافظة خنتي (بالإنجليزية: Khentii Province)‏ هي محافظة في منغوليا، تتبع منغوليا، بلغ عدد سكانها 65٬811 نسمة، في 2011، عاصمتها أوندورخان ‏، تبلغ مساحتها 80٬325٫08 كيلومتر مربع.

## الموقع
تشترك في الحدود مع:
- زابايكالسكي كراي
- محافظة جوفيسومبر
- محافظة توف
- محافظة سيلنج
- محافظة دورنوغوفي
- محافظة سوخباتار
- محافظة دورنود
- Baganuur [الإنجليزية]‏.

## التقسيمات الإدارية
- Batnorov, Khentii [الإنجليزية]‏
- Batshireet [الإنجليزية]‏
- Bayan-Adarga, Khentii [الإنجليزية]‏
- Bayankhutag, Khentii [الإنجليزية]‏
- Bayanmönkh, Khentii [الإنجليزية]‏
- Bayan-Ovoo, Khentii [الإنجليزية]‏
- Binder, Khentii [الإنجليزية]‏
- Dadal [الإنجليزية]‏
- Darkhan, Khentii [الإنجليزية]‏
- Delgerkhaan, Khentii [الإنجليزية]‏
- Galshar, Khentii [الإنجليزية]‏
- Jargaltkhaan, Khentii [الإنجليزية]‏
- Kherlen, Khentii [الإنجليزية]‏
- Mörön, Khentii [الإنجليزية]‏
- Norovlin, Khentii [الإنجليزية]‏
- Ömnödelger, Khentii [الإنجليزية]‏
- Tsenkhermandal, Khentii [الإنجليزية]‏.

## أعلام
- بورتي